# مشروع بروميثيوس

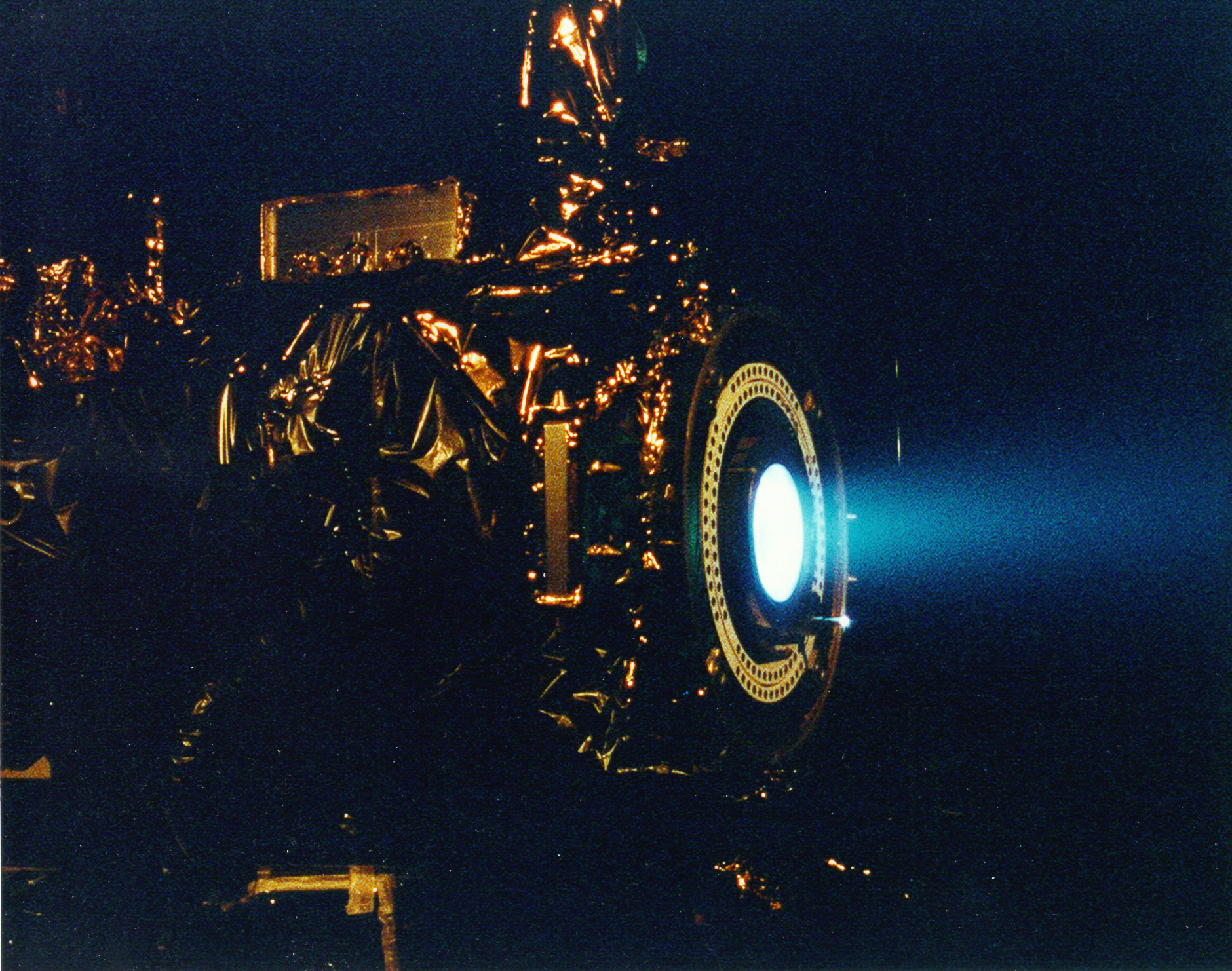
محرك أيوني تحت التجريب ناسا

مشروع بروميثيوس تم إنشاء مشروع بروميثيوس في عام 2003 من قبل وكالة ناسا لتطوير أنظمة تعمل بالطاقة النووية للمهام الفضائية طويلة المدى. ويعتبر أول مشروع لـ ناسا في دفع المركبات الفضائية النووية منذ إلغاء مشروع تيمبرويند في عام 1995. تم إلغاء المشروع في عام 2005. تقلصت الميزانية من 252.6 مليون دولار في عام 2005 إلى 100 مليون دولار فقط في عام 2006 منها 90 مليون دولار تكاليف الإغلاق على العقود الملغاة.

## التسمية
سميت في الأصل «مبادرة الأنظمة النووية» وتم تسمية مشروع بروميثيوس لأحد الحكام الجبابرة في الأساطير اليونانية الذين قدموا هبة النار إلى الإنسانية. قالت ناسا أن اسم بروميثيوس يشير إلى آماله في إنشاء أداة جديدة لفهم الطبيعة وتوسيع القدرات لاستكشاف النظام الشمسي.

## الدوافع
بسبب المسافة التي تفصلنا عن الشمس فإن المركبة الفضائية التي تستكشف الكواكب الخارجية محدودة للغاية من حيث أنها لا تستطيع استخدام الطاقة الشمسية كمصدر للطاقة الكهربائية للأجهزة المدمجة أو لأنظمة الدفع الأيونية. اعتمدت البعثات السابقة على الكواكب الخارجية مثل فوياجر وجاليليو على المولدات الكهربائية الحرارية النظيفة كمصدر للطاقة الأساسي. ادى ذلك استخدام مفاعل نووي صغير كمصدر للطاقة الأساسي.
المزايا الأساسية لهذا كان يمكن أن يكون:
- زيادة توليد الطاقة مما يسمح للعلماء والمهندسين بمزيد من المرونة في تصميم وعمليات البعثة.
- زيادة طول المركبة الفضائية.
- زيادة المدى وقوة الدفع.
- وصلات البيانات عالية السرعة.

## البعثات

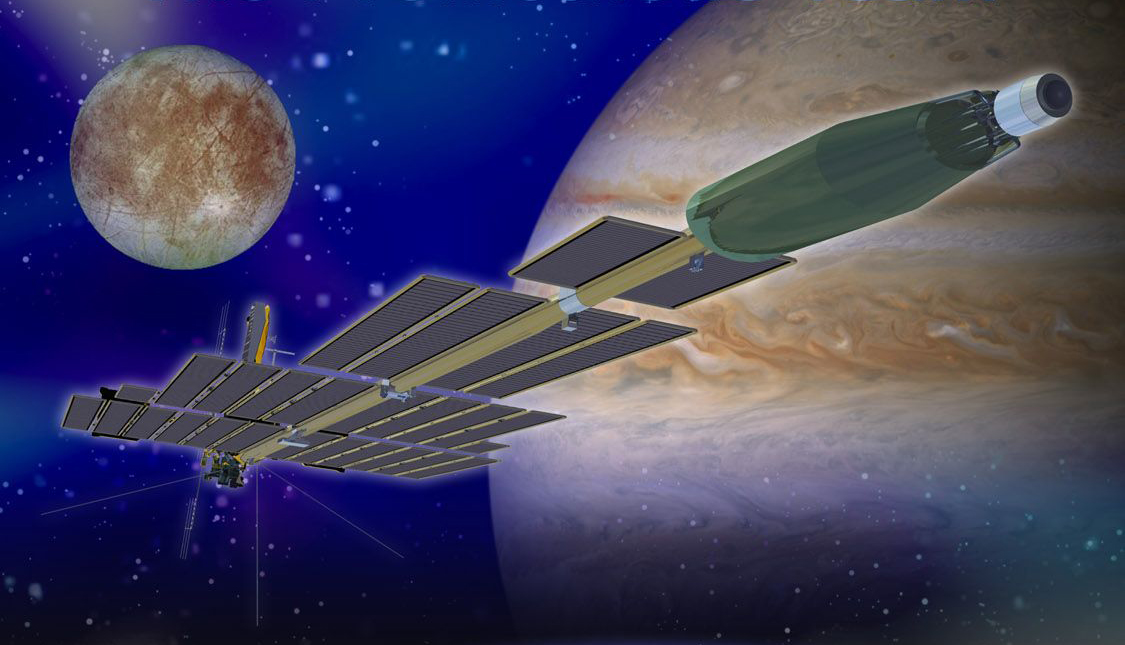
بروميثيوس الأول

شملت البعثات التي خططت لإشراك بروميثيوس للأنظمة النووية والتكنولوجيا:
كوكب المشتري حيث تم استكشاف أقمار جوفيان وغانيميد وكاليستو. كان من المخطط أن تكون المهمة الأولى لمشروع بروميثيوس حيث اعتبر أنها معقدة ومكلفة للغاية وتم تخفيض تمويل المشروع في ميزانية عام 2006. واعتبرت إدارة الطيران والفضاء الأمريكية (ناسا).

## التقنية
ركز مشروع بروميثيوس على نوع واحد من نظام طاقة المركبة الفضائية:
الدفع الكهربائي النووي
حيث تم تطوير مركبة فضائية مدعومة بالمفاعلات النووية لتوليد الكهرباء.
ثم يتم استخدام هذه الكهرباء لتشغيل محركات أيون.

## التعاون
كان لمشروع بروميثيوس مشاركة كبيرة من وزارة الطاقة الأمريكية (DOE) حيث كانت المفاعلات البحرية التي تشرف على برنامج المفاعل النووي للبحرية الأمريكية تشارك في تصميم وبناء مفاعلات كوكب المشتري.